# Jan-Erik Silfverberg
Jan-Erik Silfverberg, född 21 januari 1953, är en svensk före detta ishockeyspelare som spelade back i Brynäs IF. Silfverbergs moderklubb var Hofors HC.  
Jan-Erik Silfverberg ansågs som ett av svensk hockeys största löften då han skrev på för mästarklubben, Brynäs, inför säsongen 1971/72. Totalt gjorde han elva säsonger i klubben och vann fyra SM-guld. Vid det sista av gulden, 1980, var han dessutom lagkapten i Brynäs.  
Jan-Erik Silfverberg är bror till Conny Silfverberg och far till Jakob Silfverberg.

## Meriter
- Svensk mästare 1972, 1976, 1977, 1980
- VM-silver 1977
- SM-silver 1975
- Årets junior i svensk ishockey 1972